# The Rolling Stones (album)
The Rolling Stones – debiutancki album studyjny zespołu The Rolling Stones, wydany 16 kwietnia 1964 w Wielkiej Brytanii. Wydanie amerykańskie nosiło tytuł England's Newest Hitmakers i zostało wydane pod koniec maja 1964 r.

## Wydanie brytyjskie

### Strona pierwsza
| 1. | „Route 66” (Bobby Troup)                                                  | 2:20  |
|    |                                                                           |       |
| 2. | „I Just Want to Make Love to You” (Willie Dixon)                          | 2:17  |
|    |                                                                           |       |
| 3. | „Honest I Do” (Jimmy Reed)                                                | 2:09  |
|    |                                                                           |       |
| 4. | „I Need You Baby (Mona)” (Ellas McDaniel)                                 | 3:33  |
|    |                                                                           |       |
| 5. | „Now I've Got a Witness (Like Uncle Phil and Uncle Gene)” (Nanker Phelge) | 2:29  |
|    |                                                                           |       |
| 6. | „Little by Little” (Nanker Phelge, Phil Spector)                          | 2:39  |
|    |                                                                           |       |
|    |                                                                           | 15:27 |
|    |                                                                           |       |

### Strona druga
| 1. | „I'm a King Bee” (James Moore)                                      | 2:35  |
|    |                                                                     |       |
| 2. | „Carol” (Chuck Berry)                                               | 2:33  |
|    |                                                                     |       |
| 3. | „Tell Me (You're Coming Back)” (Mick Jagger, Keith Richards)        | 4:05  |
|    |                                                                     |       |
| 4. | „Can I Get a Witness” (Brian Holland, Lamont Dozier, Eddie Holland) | 2:55  |
|    |                                                                     |       |
| 5. | „You Can Make It if You Try” (Ted Jarrett)                          | 2:01  |
|    |                                                                     |       |
| 6. | „Walking the Dog” (Rufus Thomas(inne języki))                       | 3:10  |
|    |                                                                     |       |
|    |                                                                     | 17:19 |
|    |                                                                     |       |

## Wydanie amerykańskie: England's Newest Hitmakers

### Strona pierwsza
| 1. | „Not Fade Away” (Buddy Holly, Norman Petty)               | 1:48  |
|    |                                                           |       |
| 2. | „Route 66”                                                | 2:20  |
|    |                                                           |       |
| 3. | „I Just Want to Make Love to You”                         | 2:17  |
|    |                                                           |       |
| 4. | „Honest I Do”                                             | 2:09  |
|    |                                                           |       |
| 5. | „Now I've Got a Witness (Like Uncle Phil and Uncle Gene)” | 2:29  |
|    |                                                           |       |
| 6. | „Little by Little”                                        | 2:39  |
|    |                                                           |       |
|    |                                                           | 13:42 |
|    |                                                           |       |

### Strona druga
| 1. | „I'm a King Bee”               | 2:35  |
|    |                                |       |
| 2. | „Carol”                        | 2:33  |
|    |                                |       |
| 3. | „Tell Me (You're Coming Back)” | 4:05  |
|    |                                |       |
| 4. | „Can I Get a Witness”          | 2:55  |
|    |                                |       |
| 5. | „You Can Make It if You Try”   | 2:01  |
|    |                                |       |
| 6. | „Walking the Dog”              | 3:10  |
|    |                                |       |
|    |                                | 17:19 |
|    |                                |       |

## Muzycy
- Mick Jagger – wokal, harmonijka, perkusja, tamburyn
- Keith Richards – elektryczna gitara, akustyczna gitara, wspomagający wokal
- Brian Jones – elektryczna gitara, wspomagający wokal, harmonijka, tamburyn, gitara, perkusja, gwizd
- Charlie Watts – perkusja
- Bill Wyman – gitara basowa, wspomagający wokal
- Gene Pitney – pianino
- Phil Spector – gitara, marakasy
- Ian Stewart – organy, fortepian

## Certyfikaty i sprzedaż
| Kraj                     | Certyfikat      | Sprzedaż |
| ------------------------ | --------------- | -------- |
| Kanada (MC)              | platynowa płyta | 100 000+ |
| Stany Zjednoczone (RIAA) | złota płyta     | 500 000+ |